# Zmarli w listopadzie 2017

## Listopad 2017
- 30 listopada
  - Alfie Curtis – brytyjski aktor[1]
  - Konrad Herrmann – polski duchowny rzymskokatolicki, społecznik, honorowy obywatel Zielonej Góry[2]
  - Alain Jessua – francuski reżyser i scenarzysta filmowy[3]
  - Maciej Kijowski – polski operator filmowy[4]
  - Henryk Maciąg – polski lekkoatleta, średniodystansowiec[5]
  - Jim Nabors – amerykański aktor i piosenkarz[6]
  - Heather North – amerykańska aktorka dubbingowa[7]
  - Jakub Gutenbaum – polski inżynier żydowskiego pochodzenia, specjalizujący się w automatyce i robotyce[8][9]
- 29 listopada
  - Edward Bielejewski – polski uczestnik II wojny światowej, kawaler orderów[10]
  - Jerry A. Fodor – amerykański filozof[11]
  - Charles Merrill Jr. – amerykański filantrop, oficer Orderu Zasługi Rzeczypospolitej Polskiej[12]
  - Stefan Augustyn Philipp – polski architekt[13]
  - Slobodan Praljak – chorwacki wojskowy, reżyser, biznesmen[14]
  - Ksenia Starosielska – rosyjska tłumaczka literatury polskiej[15]
  - William Steinkraus – amerykański jeździec sportowy, wielokrotny medalista olimpijski[16]
  - Tadeusz Szwemin – polski zawodnik i działacz rajdowy[17]
- 28 listopada
  - Krzysztof Bara – polski wokalista, lider zespołu Wańka Wstańka & The Ludojades[18]
  - Edward Kalisz – polski aktor[19]
  - Rafael Llano Cifuentes – meksykański duchowny katolicki, biskup[20]
  - Roman Mycielski – polski biolog, profesor Uniwersytetu Warszawskiego[21]
  - Shadia – egipska aktorka[22]
  - Mieczysław Szulc – polski działacz partyjny i państwowy, wojewoda piotrkowski (1975–1981)[23]
  - Zdeněk Šreiner – czeski piłkarz[24]
- 27 listopada
  - Robert Batailly – francuski samorządowiec, eurodeputowany[25]
  - Dermot Drummy – angielski piłkarz, trener[26]
  - Czesław Janik – polski skoczek narciarski[27]
  - Piotr Koczan – polski siatkarz[28]
  - Józef Kwiecień – polski polityk, samorządowiec, w latach 2001–2002 marszałek województwa świętokrzyskiego[29][30]
  - Michał Rosiński – polski aktor i reżyser[31][32]
  - Leon Szalacha – polski piłkarz[33][34]
- 26 listopada
  - Zofia Bielańska-Osuchowska – polska biolożka[35]
  - Franciszek Dziedzic – polski duchowny katolicki, konserwator zabytków, dyrektor Muzeum Diecezjalnego w Rzeszowie[36]
  - Leszek Furman – polski muzyk, kompozytor i dziennikarz[37]
  - Vicente García Bernal – meksykański duchowny katolicki, biskup[38]
  - Armando Hart – kubański polityk[39]
  - Georg Iggers – niemiecki historyk[40]
  - Christian Vicente Fernandez Noel – filipiński duchowny katolicki, biskup[41]
  - José Doth de Oliveira – brazylijski duchowny katolicki, biskup[42]
  - José Pozzi – argentyński duchowny katolicki, biskup[43]
  - Timothy Stamps – zimbabweński polityk, minister zdrowia[44]
  - Stanisław Zantara – polski trener kajakarstwa[45]
- 25 listopada
  - Rance Howard – amerykański aktor[46]
  - Steve Jones – amerykański koszykarz[47]
  - Julian Liniecki – polski lekarz, prof. dr hab. n. med.[48]
  - Mieczysław Maciejak – polski dziennikarz, kawaler Orderu Krzyża Ziemi Maryjnej[49][50][51]
  - Jan Malec – polski prokurator, doktor nauk prawnych[52]
  - Julio Oscar Mechoso – amerykański aktor[53]
  - Zofia Ostrihanska – polska prawniczka[54]
  - Jerzy Szmaidel – polski polityk[55][56]
  - Antoni Urbaniec – polski działacz partyjny i państwowy, wicewojewoda bielski[57]
- 24 listopada
  - Ángel Berni – paragwajski piłkarz[58]
  - Kazimierz Gawęda – polski aktor[59][60]
  - Mitch Margo – amerykański wokalista[61]
  - Mihai Mitu – rumuński slawista i polonista, tłumacz literatury polskiej[62]
  - Hermann Schwörer – niemiecki polityk i prawnik, deputowany krajowy i europejski[63]
  - Jerzy Ściesiek – polski poeta i malarz, działacz młodzieżowego podziemia antykomunistycznego w PRL[64]
- 23 listopada
  - Tullio Baraglia – włoski wioślarz[65]
  - Donal Creed – irlandzki polityk, deputowany krajowy i europejski[66]
  - Anthony Harvey – brytyjski reżyser i montażysta filmowy[67]
  - Carol Neblett – amerykańska śpiewaczka operowa[68]
  - Agnieszka Paszkowska – polska aktorka[69]
  - Osborne Riviere – dominicki polityk, premier Dominiki, minister spraw zagranicznych[70]
  - Ligia Urniaż-Grabowska – polska lekarka, działaczka opozycji demokratycznej w PRL, senator IV kadencji[71]
  - Piotr Widlicki – polski śpiewak, reżyser, autor przekładów librett operowych[72]
- 22 listopada
  - George Avakian – amerykański producent dźwięku[73]
  - Dmitrij Chworostowski – rosyjski śpiewak operowy[74]
  - John Coates Jr. – amerykański pianista jazzowy[75]
  - Andrzej Wincenty Górski – polski chemik, prof. zw. dr hab. inż.[76][77]
  - Jon Hendricks – amerykański piosenkarz jazzowy, autor tekstów[78]
  - Maurice Hinchey – amerykański polityk[79]
  - Tommy Keene – amerykański piosenkarz[80]
  - Jerzy Sychut – polski żeglarz, działacz opozycji demokratycznej w PRL[81]
- 21 listopada
  - Rodney Bewes – brytyjski aktor[82]
  - David Cassidy – amerykański wokalista, gitarzysta, aktor[83]
  - Wayne Cochran – amerykański piosenkarz soulowy[84]
  - Luis Garisto – urugwajski piłkarz, trener[85]
  - Donata Godlewska – polska archiwistka, Honorowy Obywatel Miasta Łomży[86]
  - Adam Jedliński – polski radca prawny, doktor habilitowany, współtwórca społecznych kas oszczędnościowo-kredytowych (SKOK)[87]
  - Krzysztof Krajewski – polski geolog, badacz Arktyki i Antarktyki[88]
  - Helena Lemańska – polska reżyserka i dokumentaliska pochodzenia żydowskiego[89]
  - Pol Marck – belgijski polityk, prawnik i działacz rolniczy, eurodeputowany I, II i III kadencji[90]
  - Jan Szargut – polski inżynier, specjalista w zakresie energetyki i termodynamiki, profesor nauk technicznych[91]
- 20 listopada
  - Peter Berling – niemiecki aktor, pisarz[92]
  - Terry Glenn – amerykański futbolista[93]
  - Jarosław Hasiński – polski dziennikarz, prezes Polskiego Radia w latach 2009–2011[94]
  - Víctor Hipólito Martínez – argentyński prawnik, polityk, wiceprezydent[95]
  - Wojciech Wiechowski – polski dziennikarz sportowy[96]
  - Janusz Wójcik – polski piłkarz, trener i polityk[97]
  - Izabella Zielińska – polska pianistka, pedagog muzyczny[98]
- 19 listopada
  - Claudio Báez – meksykański aktor[99]
  - Andrea Cordero Lanza di Montezemolo – włoski duchowny katolicki, dyplomata watykański, kardynał[100]
  - Marian Grynberg – polski fizyk[101]
  - Aleksandër Lalo – albański kompozytor[102]
  - Charles Manson – amerykański przestępca[103]
  - Fernando Matthei – chilijski dowódca wojskowy, generał sił powietrznych, minister zdrowia[104]
  - Warren „Pete” Moore – amerykański piosenkarz[105]
  - Jana Novotná – czeska tenisistka[106]
  - Della Reese – amerykańska piosenkarka i aktorka[107]
  - Jaga Siemaszko – polska aktorka[108]
  - Mel Tillis – amerykański piosenkarz country[109]
- 18 listopada
  - Bolesław Bork – polski nauczyciel, pisarz, poeta, dokumentalista, historyk, działacz społeczny związany z regionem Kaszub[110]
  - Daniel Hegarty – brytyjski motocyklista[111]
  - Friedel Rausch – niemiecki piłkarz, trener[112]
  - Gillian Rolton – australijska jeźdźczyni sportowa, dwukrotna złota medalistka olimpijska[113]
  - Pancho Segura – ekwadorski tenisista[114]
  - Naim Süleymanoğlu – bułgarsko-turecki sztangista[115][116]
  - Andrzej Szpak – polski duchowny rzymskokatolicki, salezjanin, organizator Pieszej Pielgrzymki Młodzieży Różnych Dróg[117]
  - Malcolm Young – australijski gitarzysta, członek i założyciel zespołu AC/DC[118]
- 17 listopada
  - Azzedine Alaïa – tunezyjski projektant mody[119]
  - Georg Brylka – polski polityk, poseł na Sejm RP I kadencji[120]
  - Tadeusz Butler – polski działacz podziemia niepodległościowego w czasie II wojny światowej, kawaler orderów[121]
  - Janusz Hejnowicz – polski sędzia sportowy[122]
  - Earle Hyman – amerykański aktor[123]
  - William Mayer – amerykański kompozytor[124]
  - Toto Riina – włoski mafioso, były szef Cosa Nostry[125]
  - Marian Sobutkowski – polski działacz sportowy, Honorowy Obywatel Miasta Bełchatowa[126]
  - Rikard Wolff – szwedzki aktor[127]
  - Zbigniew Tryczyński – polski  więzień niemieckich obozów koncentracyjnych,  Honorowy Obywatel Brzeska[128]
- 16 listopada
  - Wal Fife – australijski biznesmen, polityk, minister[129]
  - Marek Kasprzyk – polski lekkoatleta (chodziarz), trener[130]
  - Franciszek Kornicki – polski pilot wojskowy, uczestnik II wojny światowej, kawaler Orderu Virtuti Militari[131]
  - Dik Mik – brytyjski klawiszowiec, członek Hawkwind[132]
  - Hiromi Tsuru – japońska aktorka głosowa[133]
  - Ann Wedgeworth – amerykańska aktorka[134]
- 15 listopada
  - Luis Bacalov – argentyński pianista, kompozytor muzyki filmowej[135]
  - Keith Barron – brytyjski aktor[136]
  - Françoise Héritier – francuska antropolog[137]
  - Frans Krajcberg – brazylijski rzeźbiarz, malarz, pisarz[138]
  - Giuseppe Laras – włoski rabin, działacz na rzecz dialogu żydowsko-katolickiego[139]
  - Helena Oberman – polska mikrobiolog, profesor nauk przyrodniczych[140]
  - Lil Peep – amerykański piosenkarz i raper[141][142]
  - Jan Scheiki – polski ratownik górski, kawaler orderów[143]
  - Halina Wasilewska-Trenkner – polska urzędnik państwowa, polityk, minister finansów[144]
  - Wiesław Wiatrak – polski konstruktor[145]
- 14 listopada
  - Leszek Krzeszowiak – polski zawodnik, działacz i sędzia narciarski[146]
  - Hamad Ndikumana – rwandyjski piłkarz[147]
  - Jean-Pierre Schmitz – luksemburski kolarz szosowy[148]
  - Wolfgang Schreyer – niemiecki pisarz[149]
- 13 listopada
  - Bobby Doerr – amerykański baseballista[150]
  - Franciszek Gałązka – polski uczestnik II wojny światowej, kawaler orderów[151]
  - Dietger Hahn – niemiecki ekonomista[152]
  - Alina Janowska – polska aktorka[153]
  - Tommy Nobis – amerykański futbolista[154]
  - David Poisson – francuski narciarz alpejski[155]
  - Włodzimierz Środa – polski koszykarz[156]
  - Stanisław Urban – polski ekonomista[157]
  - Santiago Vernazza – argentyński piłkarz[158]
- 12 listopada
  - Chad Hanks – amerykański basista, członek zespołu American Head Charge[159]
  - Antonín Kasper senior – czeski żużlowiec[160]
  - Henryk Marciszewski – polski farmaceuta, prof. dr nauk farmaceutycznych, żołnierz AK[161][162]
  - Bernard Panafieu – francuski duchowny katolicki, arcybiskup Marsylii, kardynał[163]
  - Jack Ralite – francuski polityk, deputowany, minister, senator[164][165]
  - Eric Salzman – amerykański kompozytor[166]
  - Zbigniew Studencki – polski historyk, dyrektor Muzeum w Sosnowcu[167][168]
- 11 listopada
  - Kirti Nidhi Bista – nepalski polityk, trzykrotny premier Nepalu[169]
  - Merkur Bozgo – albański aktor[170]
  - Paweł Kowol – polski dyrygent i kompozytor[171][172]
  - František Poláček – czeski bokser[173]
  - Walerij Rozow – radziecki i rosyjski alpinista, spadochroniarz[174]
  - Ian Wachtmeister – szwedzki hrabia, przemysłowiec, polityk[175]
- 10 listopada
  - Krzysztof Droba – polsko-litewski kompozytor i krytyk muzyczny[176][177]
  - Bernhard Eckstein – niemiecki kolarz[178]
  - Ray Lovelock – włoski aktor[179]
  - Michaił Zadornow – rosyjski komik[180]
- 9 listopada
  - Arlington Butler – bahamski polityk i dyplomata, działacz sportowy[181]
  - Fred Cole – amerykański wokalista rockowy[182]
  - Thomas Coughlan – nowozelandzki rugbysta[183]
  - Kämszat Dönenbajewa – radziecka i kazachska polityk[184]
  - John Hillerman – amerykański aktor[185]
  - Gene Kotlarek – amerykański skoczek narciarski i trener tej dyscypliny sportu[186]
  - Andrzej Lipiński – polski fizyk[187][188]
  - Chuck Mosley – amerykański wokalista, członek Faith No More[189]
  - Janina Sałajczyk – polska rusycystka i literaturoznawczyni, profesor Uniwersytetu Gdańskiego[190][191]
  - Shyla Stylez – kanadyjska aktorka pornograficzna[192]
- 8 listopada
  - Stanisław Balcerkiewicz – polski biolog, prof. dr hab.[193][194]
  - Alfred Brudny – polski samorządowiec i nauczyciel, radny sejmiku śląskiego[195]
  - Antonio Carluccio – włoski kucharz, restaurator[196][197]
  - Karin Dor – niemiecka aktorka[198]
  - Geoffrey Jameson – australijski zapaśnik, olimpijczyk z 1956 i 1960[199]
  - Janusz Kłosiński – polski aktor i reżyser[200]
  - Marcin Pawłowicz – polski zawodnik i trener piłki ręcznej[201]
  - Marek Podgórski – polski lekkoatleta, wieloboista[202]
  - Marian Reszytyło – polski koszykarz[203][204]
  - Jerzy Walkusz – polski twórca ludowy[205]
  - Josip Weber – chorwacki piłkarz[206]
  - Henryk Zimmer – polski dziennikarz[207]
- 7 listopada
  - Paul Buckmaster – brytyjski aranżer i kompozytor[208]
  - Debra Chasnoff – amerykańska reżyserka filmów dokumentalnych[209]
  - Mieczysław Cielecki – polski ekonomista i dyplomata, kawaler orderów[210]
  - Roy Halladay – amerykański baseballista[211]
  - Brad Harris – amerykański aktor[212]
  - Magdalena Mielnik – polska triathlonistka[213]
  - Carl Sargeant – walijski polityk, minister pracy[214][215]
  - Hans Schäfer – niemiecki piłkarz[216]
  - Karel Štědrý – czeski piosenkarz, aktor i prezenter[217]
- 6 listopada
  - Leszek Borkowski – polski bokser, olimpijczyk[218]
  - Andrzej Cretti – polski ginekolog, prof. dr hab. n. med.[219][220]
  - Jerzy Dajewski – polski architekt[221]
  - Marek Frąckowiak – polski aktor[222]
  - Richard Gordon – amerykański astronauta[223]
  - Feliciano Rivilla – hiszpański piłkarz[224]
  - Andrij Sapelak – ukraiński duchowny katolicki obrządku bizantyjsko-ukraińskiego, misjonarz[225]
  - Rick Stelmaszek – amerykański baseballista, trener[226]
  - Kasem Trebeshina – albański pisarz[227]
  - Włodzimierz Trusiewicz – polski duchowny prawosławny, archidiakon[228]
- 5 listopada
  - Roman Armknecht – polski piłkarz[229]
  - Roman Bratny – polski pisarz, publicysta, scenarzysta filmowy[230]
  - Robert Knight – amerykański piosenkarz soulowy[231]
  - Katarzyna Kotula – polska dziennikarka i reżyserka filmów dokumentalnych[232][233][234]
  - Eddie Montañez López – portorykański kajakarz[235]
  - Walery Pisarek – polski językoznawca i prasoznawca[236][237]
  - Janusz Sarbinowski – polski zawodnik i trener koszykówki (AZS Toruń, Zawisza Bydgoszcz)[238][239]
  - Dionatan Teixeira – brazylijski piłkarz[240]
  - Lothar Thoms – niemiecki kolarz torowy[241]
- 4 listopada
  - Wojciech Górski – polski działacz samorządowy i żeglarski, kawaler orderów[242]
  - Dudley Simpson – australijski kompozytor i dyrygent[243]
- 3 listopada
  - Marek Bielacki – polski teatrolog[244]
  - Abdur Rahman Biswas – bengalski polityk, prezydent w latach 1991–1996[245]
  - Jiří Kormaník – czechosłowacki zapaśnik[246]
  - Václav Riedlbauch – czeski kompozytor, pedagog, polityk, minister kultury[247]
  - Dariusz Rzeźnik – polski tancerz i muzyk ludowy, popularyzator folkloru górali nadpopradzkich[248]
- 2 listopada
  - Ireneusz Cieślak – polski pilot balonowy[249]
  - Orval H. Hansen – amerykański polityk[250]
  - Juliusz Pietrachowicz – polski puzonista, profesor Akademii Muzycznej im. Fryderyka Chopina[251]
  - Aboubacar Somparé – gwinejski polityk[252]
  - Władysław Wiśniewski – polski inżynier, konstruktor[253]
  - Klaus Zernack – niemiecki historyk[254]
- 1 listopada
  - Drita Agolli – albańska aktorka i reżyserka[255]
  - Brad Bufanda – amerykański aktor[256][257]
  - Grażyna Harmacińska-Nyczka – polska malarka[258]
  - Halina Ludorowska – polska germanistka, profesor Uniwersytetu Marii Curie-Skłodowskiej w Lublinie[259]
  - Władimir Makanin – rosyjski pisarz[260]
  - Ignacy Piwowarski – polski duchowny katolicki, kawaler Orderu Odrodzenia Polski[261]
  - Nicholas Wadley – brytyjski historyk sztuki, krytyk, pisarz i rysownik[262]
  - Tadeusz Wyrzykowski – polski rzeźbiarz i malarz[263]

data dzienna nieznana
- Liam Davison – brytyjski gitarzysta, członek zespołu Mostly Autumn[264]
- Lee Mi Ji – południowokoreańska aktorka[265]